# Telecabina de la Molina - Alp 2500
El Telecabina de la Molina - Alp 2500 es va posar en servei l'any 1999 a l'estació d'esquí de La Molina, gestionada per Ferrocarrils de la Generalitat de Catalunya (FGC), per enllaçar amb el domini esquiable de l'estació d'esquí de Masella, de tal manera que el conjunt de les dues estacions s'anomena Alp 2500. A més, a l'estiu és un dels principals atractius de La Molina, ja que l'estació superior es converteix en el punt de sortida de diverses activitats de lleure.

## Característiques
La línia fa 2800 m de llarg per un desnivell de 685 m. El telecabina té una capacitat de 8 passatgers per cabina o 640 kg. L'estació inferior es troba a 1655 m d'altitud i l'estació alta a 2340 m d'altitud. Hi ha 27 pilones per subjectar el cable i el telecabina funciona per tracció elèctrica. La línia té 48 vehicles i va ser construïda per Doppelmayr i Gangloff.
Està prop del refugi Niu de l'Àliga, dins el Parc Natural del Cadí-Moixeró. A uns 250 m prop del mateix se situa l'estació del telecabina. També és un punt de trànsit per fer senderisme i rutes de muntanya i com la Cavalls del Vent i integra una estació de la ruta de gran recorregut GR 4.